# Antikonvulzivum
Antikonvulziva či antiepileptika jsou léčiva používaná v léčbě a prevenci epilepsie. Ve většině případů jde o hlavní léčebnou metodu. Významnou součástí léčby jsou dále i režimová opatření a u některých pacientů epileptochirurgická léčba. Obecně je léčba indikovaná v případě, že riziko opakování záchvatu a/nebo jeho možné negativní konsekvence převažují rizika nežádoucích účinků léčby. Termín "antiepileptika" není zcela přesný, vzhledem k tomu, že antiepileptika potlačují výskyt epileptických záchvatů, ale neléčí příčinu epilepsie. Jako synonymum antiepileptik se používá označení antikonvulziva, nicméně ani tento termín není přesný, neboť existují epileptické záchvaty, při kterých nedochází ke konvulzím. Některá antiepileptika se používají v dalších indikacích (léčba neuropatické bolesti, migrény a některá psychiatrická onemocnění. Označení antikovulzivum vychází ze slova konvulze, což označuje křeče nebo křečový stav.

## Mechanismus účinku
Podle mechanismu účinku můžeme rozlišit 4 hlavní skupiny:
1. snížení presynaptické excitability a uvolnění neurotransmiterů
2. posílení GABA-ergní transmise - prodloužené nebo častější otevření chloridového kanálu v GABA-A receptoru, inhibice degradace nebo transportu GABA ze synapse.
3. snížení postsynaptické excitability - ovlivnění AMPA nebo NMDA receptoru
4. vícečetné a jiné cíle

## Strategie léčby
Léčba se zahajuje monoterapií (terapie jedním preparátem) – lék je titrován dle doporučených titrovacích schémat do udržovací dávky, při které dojde k vymizení/snížení epileptických záchvatů. V případě přetrvávání záchvatů se postupně stoupá až do maximální tolerované dávky pacientem. Cílem je dosažení dostatečně účinné a současně dobře tolerované dávky léků. Při výběru vhodného antiepileptika se lékař řídí několika faktory:
1. typ epileptických záchvatů, epilepsie nebo epileptického syndromu
2. individuální profil pacienta - věk, pohlaví, komorbidity, současně užívanou medikaci a dlouhodobé podávání léčby. V případech, kdy není možná přesná klasifikace záchvatů či epilepsie, je vhodné volit "širokospektré antiepileptikum s prokázanou účinností na různé typy záchvatů.

V případě selhání prvního léku se volí alternativní monoterapie (zejména při minimálním efektu nebo nežádoucích účincích). Pokud je pozorován efekt prvního preparátu a je pacientem dobře tolerován, přidává se k prvnímu léku jiné antiepileptikum do kombinace (preferenčně lék s jiným mechanismem účinku, bez možných nežádoucích farmakokinetických či farmakodynamických nežádoucích účinků.

### Obecné zásady pro zahájení léčby antiepileptiky
- Diagnóza epilepsie je jistá nebo vysoce pravděpodobná
- Riziko opakování záchvatů převyšuje riziko terapie

## Zkratky používaných antiepileptik
Pro označení antiepileptik se používají zejména v psaném textu níže uvedené zkratky, viz obrázek.

## Současná doporučení
V r. 2017 vydal spolek Epistop ve spolupráci s Českou ligou proti epilepsii Soubor minimálních diagnostických a terapeutických standardů u pacientů s epilepsií, ve kterých se objevují na základě publikovaných doporučení a s příhlédnutím k aktuálním zvyklostem v České republice nová doporučení nasazování antiepileptik. Pokud je známý konkrétní epileptický syndrom, tak se vychází při výběru antiepileptika přímo z něj. Od roku 2018 je v České republice dostupné nové antiepileptikum – brivaracetam.